# Diaporthe acus
Diaporthe acus är en svampart som först beskrevs av A. Bloxam ex Curr., och fick sitt nu gällande namn av Mordecai Cubitt Cooke 1879. Diaporthe acus ingår i släktet Diaporthe och familjen Diaporthaceae.   Inga underarter finns listade i Catalogue of Life.